# Note (album)
Note è il quarto album in studio del musicista italiano Giusto Pio, pubblicato nel novembre 1987.

## Descrizione
All'interno della discografia di Giusto Pio si tratta del primo album realizzato senza il diretto coinvolgimento di Franco Battiato nonostante i brani Halley e Capitano Nemo siano rielaborazioni di composizioni precedentemente realizzate per Cigarettes, album del 1978, creato dalla collaborazione di Giusto Pio con Franco Battiato, Juri Camisasca, Fabio Pianigiani, e prodotto da Angelo Carrara. Diversamente dai due album precedenti, in Note sono assenti le influenze orientaleggianti, a favore di uno stile più intimista che prelude ai successivi lavori del maestro, di stampo new age. Per descrivere questo suo lavoro, Pio affermò: «Cerco di fare quello che fecero Bach, Mozart, Brahms: guardo al passato, raccontandolo con il linguaggio di oggi.»
La Ninna nanna per Andrea è dedicata al nipotino Andrea Pio. 
Agli inizi degli anni 2000 Pio pubblica sul suo sito ufficiale due demo risalenti alle registrazioni di Note: Duetto e Porcellana.

## Tracce
1. Capriccio – 3:38
2. Halley – 4:20
3. Concerto – 4:01
4. Capitano Nemo – 4:18
5. Ninna nanna per Andrea – 3:22
6. Inno – 3:06
7. Angeli? – 3:32
8. Sagra – 3:11
9. Ultimo Lied – 3:18

Durata totale: 32:46

## Formazione
- Roberto Rossi – tastiera, programmazione, pianoforte, sintetizzatore
- Alfredo Golino – batteria, programmazione, batteria elettronica
- Giusto Pio – violino
- Amedeo Bianchi – sax